# Präsidentschaftswahl in Mali 2013
Die Präsidentschaftswahlen in Mali 2013 begannen mit dem ersten Wahlgang am 28. Juli 2013. Die Stichwahl fand am 11. August statt. Vorausgegangen war ein Militärputsch gegen Präsident Amadou Toumani Touré im März 2012, da nach Ansicht führender Soldaten dieser im Bürgerkrieg im Norden des Landes zu schwach agiert hatte. Das Militär setzte Dioncounda Traoré als Übergangspräsidenten ein. Aufgrund von Interventionen der Geberländer unter Federführung Frankreichs, die humanitäre Hilfsgelder reduziert hatten, setzte man einen Wahltermin für Neuwahlen fest. Zum Zeitpunkt der Wahl übte die Nationale Bewegung für die Befreiung des Azawad immer noch einen großen Einfluss im Norden aus, weshalb die Regierung gezwungen war, zu Durchführung der Wahlen Verhandlungen mit der Organisation aufzunehmen. Seit Mai 2013 sind 15.000 Blauhelmsoldaten im Land stationiert, um einen gewaltfreien Verlauf der Wahl zu ermöglichen.

## Kandidaten
Bei der Wahl traten 28 Kandidaten, darunter die früheren Premierminister Ibrahim Boubacar Keïta (Rassemblement pour le Mali), Soumana Sacko (Nationale Konvention für Afrika Solidarität) und Modibo Sidibé, an. Andere wichtige Kandidaten waren Jamille Bittar (Partei für wirtschaftliche und Soziale Entwicklung von Mali), Soumaïla Cissé (Front für Demokratie und die Republik), Sidibé Aminata Diallo, Cheick Modibo Diarra (Rally für Malis Entwicklung) und Aissata Haidara Cissé, die einzige weibliche Kandidatin.

## Wahlablauf
Bereits vor der Wahl galten Ibrahim Boubacar Keïta und Soumaïla Cissé als Favoriten.
Der erste Wahlgang fand am 28. Juli 2013 statt. Die Wahl verlief friedlich, was von der Europäischen Union begrüßt wurde. Nach Bericht der Wochenzeitung „Die Zeit“ vom 2. August ging Ex-Regierungschef Ibrahim Boubacar Keïta als Sieger aus der ersten Wahlrunde hervor. Er stellte sich der Stichwahl am 11. August gegen Soumaïla Cissé.

## Wahlergebnis
Sieger des ersten Wahlgangs wurde Ibrahim Boubacar Keïta mit 39,23 Prozent der abgegebenen Stimmen. Damit verfehlte er die absolute Mehrheit von mindestens 50 Prozent der Stimmen und musste sich somit in einer Stichwahl gegen den Zweitplatzierten Soumaïla Cissé behaupten.
Bei der Stichwahl gestand Cissé nach Auszählung von ungefähr zwei Dritteln der Stimmen vorzeitig seine Niederlage ein und gratulierte Keïta zum Sieg.
| Kandidat                   | Partei              | 1. Wahlgang | 1. Wahlgang | 2. Wahlgang | 2. Wahlgang |
| Kandidat                   | Partei              | Stimmen     | %           | Stimmen     | %           |
| -------------------------- | ------------------- | ----------- | ----------- | ----------- | ----------- |
| Ibrahim Boubacar Keïta     | RPM                 | 1.222.657   | 39,23       | 2.354.693   | 77,61       |
| Soumaïla Cissé             | URD                 | 605.901     | 19,44       | 679.258     | 22,39       |
| Dramane Dembélé            | ADEMA-PASJ          | 298.748     | 9,59        |             |             |
| Modibo Sidibé              | Unabhängig          | 151.801     | 4,87        |             |             |
| Housseini Amion Guindo     | CODEM               | 144.336     | 4,63        |             |             |
| Oumar Mariko               | SADI                | 74.706      | 2,40        |             |             |
| Choguel Kokalla Maïga      |                     | 71.458      | 2,29        |             |             |
| Cheick Modibo Diarra       | RPDM                | 64.829      | 2,08        |             |             |
| Jamille Bittar             | PDES                | 54.350      | 1,74        |             |             |
| Mountaga Tall              | CNID                | 47.405      | 1,52        |             |             |
| Moussa Mara                |                     | 46.869      | 1,50        |             |             |
| Mamadou Bakary Sangaré     | CDS-Mogotiguiya     | 32.951      | 1,06        |             |             |
| Soumana Sacko              | Unabhängig          | 27.210      | 0,87        |             |             |
| Oumar Ibrahima Touré       |                     | 25.610      | 0,82        |             |             |
| Aïchata Cissé Haïdara      |                     | 23.622      | 0,76        |             |             |
| Niankoro Yeah Samaké       | PACP                | 17.464      | 0,56        |             |             |
| Hamed Sow                  | PDES                | 17.417      | 0,56        |             |             |
| Konimba Sidibe             |                     | 17.217      | 0,55        |             |             |
| Racine Thiam               |                     | 16.620      | 0,53        |             |             |
| Oumane Ben Traoré          |                     | 16.142      | 0,52        |             |             |
| Oumar Boury Touré          |                     | 16.022      | 0,51        |             |             |
| Cheick Keita               |                     | 15.156      | 0,49        |             |             |
| Siaka Diarra               |                     | 14.749      | 0,47        |             |             |
| Youssouf Cissé             |                     | 12.859      | 0,41        |             |             |
| Cheick Boucadry Traoré     |                     | 9.432       | 0,30        |             |             |
| Sibiri Koumare             |                     | 9.169       | 0,29        |             |             |
| Oumar Alhousseini Maiga    |                     | 8.571       | 0,28        |             |             |
| Tiebilé Drame              |                     | 5.919       | 0,19        |             |             |
|                            |                     |             |             |             |             |
| Gesamt                     | Gesamt              | 3.069.190   | 100,00      | 3.033.951   | 100,00      |
|                            |                     |             |             |             |             |
| Gültige Stimmen            | Gültige Stimmen     | 3.069.190   | 88,54       | 3.033.951   | 97,03       |
| Ungültige Stimmen          | Ungültige Stimmen   | 403.532     | 11,46       | 92.920      | 2,97        |
| Wahlbeteiligung            | Wahlbeteiligung     | 3.520.242   | 51,54       | 3.126.521   | 45,78       |
| Registrierte Wähler        | Registrierte Wähler | 6.829.696   | 100,00      | 6.829.696   | 100,00      |
|                            |                     |             |             |             |             |
| Quelle: Regierung von Mali |                     |             |             |             |             |